# 唐纳德·卡贝鲁卡
唐纳德·卡贝鲁卡（1951年10月5日—），卢旺达经济学家，出生于卢旺达北部比温巴，曾在坦桑尼亚和英国的大学就读，并在格拉斯哥大学获得经济学博士学位，之后从事银行业和国际贸易达10年。1997年他获委任为卢旺达财政和经济计划部长，直至2005年7月至2015年9月1日期間擔任非洲开发银行總裁。

## 早期與事業
卡貝魯卡出生于卢旺达北部比温巴他曾在三蘭港大學與東英吉利大學就讀，並在1979年於東英吉利大學獲得哲學碩士，之後更在格拉斯哥大學獲得哲學博士。
卡貝魯卡曾在銀行業與國際貿易工作10多年。1997年10月，卡貝魯卡被任命盧安達財政和經濟計劃部長，他擔任其職位8年，並被認為有助於自1994年盧安達大屠殺後，穩定及恢復盧安達的經濟。2005年，卡貝魯卡被任命非洲開發銀行總裁，並於2005年9月1日上任
在1995年盧安達經歷大屠殺後，國家財務狀況已經瀕臨崩潰，但卡貝魯卡擔任盧安達財政和經濟計劃部長期間，致力於恢復盧安達國際信譽。
位於美國華盛頓特區非營利思想庫全球发展中心招集一個小組，在2006年9月給予卡貝魯卡一份報告，報告中提及六項建議與銀行董事會指導銀行續借的大原則。該報告包含了六項管理建議與為解決改革非洲發展銀行緊迫任務的股東給予建議。這些建議中最重要的地方是十分注重基礎設施建設發展。  

## 2015年後
2015年11月，在離開非洲開發銀行總裁職位後，洛克菲勒基金會聘請卡貝魯卡擔任董事會。
2015年12月，由美國TPG公司與莫·伊布拉欣於英國倫敦建立的薩蒂亞資本（Satya Capital）所合資的企業TPG/薩蒂亞（TPG/Satya）聘請卡貝魯卡擔任高級顧問。